# Judita Čeřovská

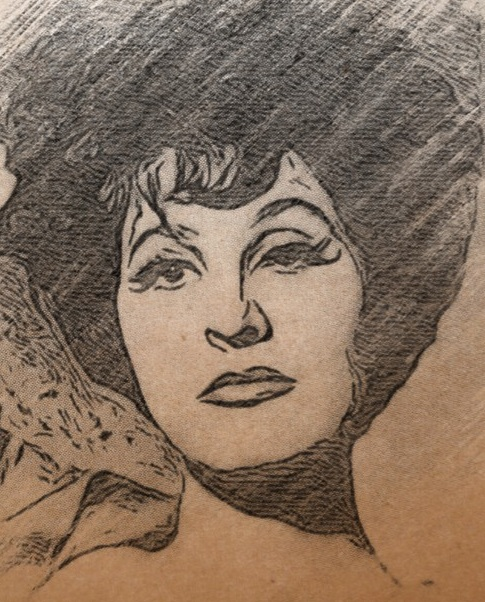
Judita Čeřovská

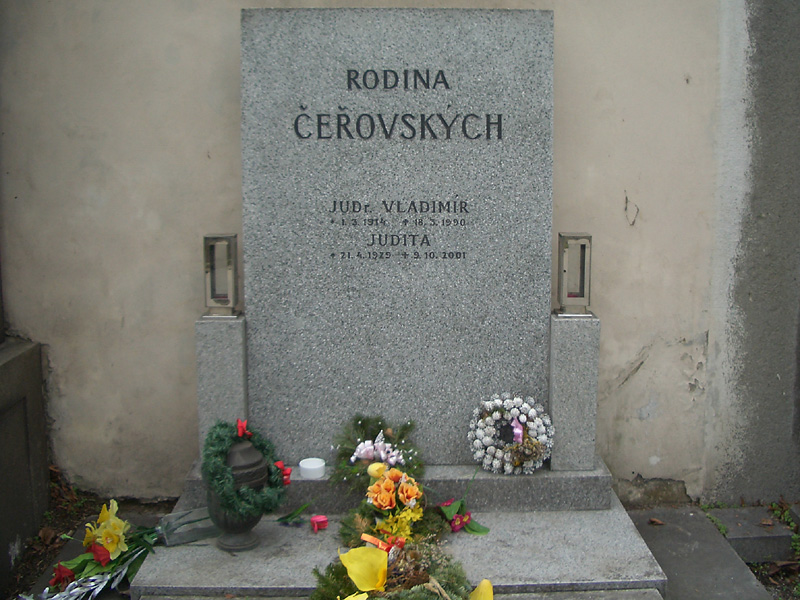
Grab von Judita Čeřovská

Judita Čeřovská (* 21. April 1929 in Brüx als Judita Štěrbová; † 9. Oktober 2001 in Prag) war eine deutsch-tschechische Pop- und Chansonsängerin.

## Leben
Als Kind lebte Štěrbová im nordböhmischen Most/Brüx. Sie blieb dort bei ihrer deutschen Großmutter auch nach der Besetzung der Sudetengebiete 1938 und besuchte die deutsche Schule. Ihre Eltern lebten in der Nähe von Prag im Protektorat Böhmen und Mähren. Weil sie Auslandsradio hörten, wurde sie angezeigt und mussten für mehrere Monate ins Gefängnis. Vor dem Abitur an einer Handelsschule trat Štěrbová mit Schülerbands öffentlich auf. Mit 27 Jahren hat sie ihre halbprofessionelle Laufbahn angetreten als Ehefrau eines Rechtsanwalts und Mutter von zwei Kindern.
In einem Wettbewerb für junge Talente belegte sie den 2. Platz und begann kurz darauf regelmäßig in der Prager Musikhalle Alhambra zu singen. Čeřovská ist nie eine Sängerin auf Vollzeit geworden, auch wenn sie eine ganze Reihe erfolgreicher Hits aufgenommen hat. 1959 erlitt sie eine schwere Verletzung bei einem Autounfall, von der sie sich aber erholen konnte. Ohne regelmäßige Zusammenarbeit mit einem großen Tanzorchester oder einem renommierten Liedermacher wurde sie in der Tschechoslowakei nicht als Popstar wahrgenommen. Populär wurde sie im Ausland.
In der Bundesrepublik Deutschland gab sie Konzerte und gestaltete auch ein TV-Programm. Erfolg erntete sie auch in anderen europäischen Ländern. 1967 sang Čeřovská mit einigen tschechoslowakischen Musikerkollegen, darunter auch Karel Gott, auf der Weltausstellung EXPO im Montreal. Ein Engagementangebot für Auftritte in den USA lehnte sie aus familiären Gründen ab. Seit 1989 stieg Judita Čeřovská auf Jazz, Swing und Chanson um.

## Diskografie
- Schiffe segeln nach Triana, 1961
- Je po dešti, 1962
- Září malý vůz, 1964
- Dominique, 1964
- Řekni, kde ty kytky jsou, 1965
- Leider, 1966
- Chariot, 1966
- Everybody loves somebody, 1966
- Szomorú vasárnap, 1966
- Im September in Paris, 1966
- Strangers in the night, 1967
- Nikolaj, 1967
- Wiegenlied, 1967
- Bída, 1970
- Akropolis adieu, 1973